# Мейв Бинчи
Мейв Бинчи (на английски: Maeve Binchy) е ирландска журналистка, драматург и авторка на бестселъри в жанра съвременен роман и любовен роман.

## Биография и творчество
Ан Мейв Бинчи е родена на 28 май 1940 г. в кв. Долки, Дъблин, Ирландия, в католическото семейство на Уилям Бинчи и Морийн Блекмор, адвокат и мед. сестра. Има брат и две сестри. Завършва католическа гимназия в Дъблин. През 1960 г. получава бакалавърска степен по история от Университетския колеж на Дъблин. След дипломирането си в периода 1961 – 1968 г. работи като учител по френски в Училища Сион и учител по история и латиница в девическото училище „Пемброк“, Дъблин. Докато работи като учител пътува много, вкл. в кибуц в Израел и в ученически лагер в САЩ. Родителите ѝ са много впечатлени от описателните ѝ писма за кибуците от Изроел и ги представят във вестник. През 1968 г. тя напуска работата си и започва да пише като колумнист в „Ириш Таймс“ в Дъблин, а през 1970 г. е командирована като кореспондент в Лондон.
На 29 януари 1977 г. се омъжва за Гордън Томас Снел, англичанин, писател и редактор на детски книги, и продуцент в БИ Би Си. Заедно се преместват в Дъблин.
След като омъжва решава да се посвети на писателската си кариера. Първият ѝ роман „Молитва за обич“ е публикуван през 1978 г. Същата година по нейна история е направен филма „Deeply Regretted By“, който после издава като пиеса. Пиесата получава наградата „Джейкъбс“ и наградата на Международния телевизионен фестивал „Златна Прага".
Много от следващите ѝ книги са екранизирани в успешни филми и телевизионни сериали.
Повечето от сюжетите на романите ѝ са миналото и в настоящето на Ирландия и описват напрежението между градското и селското население, контраста между Англия и Ирландия и дълбоките промени, настъпили след края на Втората световна война, предателство и родителски взаимоотношения. Героите ѝ са млади хора, които имат семейни или фамилни проблеми, както и католически свещеници и монахини, герои обект на съчувствие от страна на читателите.
Произведенията на писателката често са бестселъри. Преведени са на над 40 езика и са издадени в над 40 милиона екземпляра по света.
През 1999 г. е удостоена с Британската награда за цялостно творчество, през 2000 г. получава награда за Личност на годината, през 2001 г. наградата „Смит“ за романа „Аленото перо“, през 2007 г. наградата на Ирландския ПЕН клуб, през 2010 г. получава ирландската награда за литература за цялостно творчество, а през 2012 г. същата награда за романа „A Week in Winter“ (Седмица през зимата).
Мейв Бинчи има различни заболявания и умира от инфаркт на 30 юли 2012 г. в Дъблин. В нейна памет е наречена нова градска градина до библиотеката в Дъблин.

## Произведения

### Самостоятелни романи
- Light a Penny Candle (1982)
Молитва за обич, изд.: ИК „Бард“, София (1995), прев. Юлия Чернева, Весела Маркова
- The Lilac Bus (1984)
- Echoes (1985)
- Firefly Summer (1987)
- The Silver Wedding (1988)
Сребърната сватба, изд. „Аполон“ (1994), прев. Йолина Миланова
- Circle of Friends (1990)
Приятели, изд. „Емас“ и „Глобус“ (2004), прев. Красимира Матева
- The Copper Beech (1992)
- The Glass Lake (1994)
Стъкленото езеро, изд. „Емас“ и „Глобус“ (2003), прев. Красимира Матева
- Evening Class (1996)
Любов по италиански, изд. „Емас“ и „Глобус“ (2003), прев. Красимира Матева
- Tara Road (1998)
Тара роуд, изд. „Емас“ и „Глобус“ (2002), прев. Красимира Матева
- Scarlet Feather (2000)
Аленото перо, изд. „Емас“ и „Глобус“ (2002), прев. Красимира Матева
- Quentins (2002)
При Куентин, изд. „Емас“ и „Глобус“ (2005), прев. Красимира Матева
- Nights of Rain and Stars (2004) 
Нощи звездни и дъждовни, изд. „Емас“ и „Глобус“ (2006), прев. Антоанета Дончева-Стаматова
- Whitethorn Woods (2006)
Изворът на Света Ана, изд. „Емас“ (2008), прев. Емилия Ничева-Карастойчева
- Heart and Soul (2008)
Сърце и душа, изд. „Емас“ (2010), прев. Емилия Ничева-Карастойчева
- Minding Frankie (2010)
- A Week in Winter (2012)
- Chestnut Street (2014)
- Sister Caravaggio (2014) – с Питър Кънингам, Елис Ни Дюбин, Нийл Донели, Кормак Милър, Мери О'Донъл и Питър Шеридан

### Участие в общи серии с други писатели

#### Серия „Хотелът на Финбар“ (Finbar's Hotel)
- Ladies' Night at Finbar's Hotel (1999) – с Дермот Болгер, Клеър Бойлан, Ема Донахю, Ан Хавърти, Кейт О'Риордан и Дейрид Пърсел

от серията има още 1 роман

#### Серия „Отворена врата 3“ (Open Door 3)
- The Builders (2001)

от серията има още 3 романа от различни автори

### Серия „Бързо четене 2006“ (Quick Reads 2006)
- Star Sullivan (2006)

от серията има още 17 романа от различни автори

#### Серия „Бързо четене 2012“ (Quick Reads 2012)
- Full House (2012)

от серията има още 8 романа от различни автори

### Новели
- A Week in Summer (2011)
- The September Letters (2016)

### Пиеси
- Deeply Regretted By... (1979) – награда „Джейкъб“
- End of Term (2009)
- Half-promised Land (2009)

### Сборници
- Central Line (1978)
- Victoria Line (1980)
- Dublin Four (1981)
- London Transports (1983)
- Story Teller (1990)
- Short Stories (1992)
- Victoria Line, Central Line (1993)
- Dublin People (1993)
- This Year It Will Be Different (1995)
- Cross Lines (1996)
- The Return Journey (1998)
- From the Republic of Conscience (2009) – с Джон Бойн, Джон Конъли, Роди Дойл, Сеймус Хейни, Дженифър Джонстън, Нийл Джордан, Колум Маккан, Франк Маккорт и Кол Тобин
- Maeve's Times (2013)
- A Few of the Girls (2015)

### Разкази
- Шепърдс Буш, сп. „Съвременик“ (2002), прев. Иглика Василева
- Джорджа Хол, сп. „Съвременик“ (2006), прев. Здравка Евтимова

### Документалистика
- Maeve's Diary (1979)
- Aches and Pains (1999)
- A Time to Dance (2006)
- The Maeve Binchy's Writers' Club (2008)
- Dear Maeve (2013)

### Екранизации
- 1978 Deeply Regretted By – ТВ филм
- 1988 Echoes – ТВ минисериал, 3 епизода, с Барбара Бренън, Бърни Даунс, Ерик Ърскин
- 1990 The Lilac Bus – ТВ филм, с Кон О'Нийл, Стефани Бийчъм
- 1995 Кръг от приятели, Circle of Friends – по романа, с Крис О'Донъл, Мини Драйвър, Джералдин О'Рау
- 2000 Italiensk for begyndere – по романа „Evening Class“, с Андерс Бертелсен, Ан Йоргенсен
- 2005 Tara Road – по романа, с Жан-Марк Бар, Сара Болгър, Джон Бренън
- 2007 Anner House – ТВ филм, по разказ, с Лиам Кънингам, Флора Монтгомъри
- 2007 Сами на Коледа, How About You... – с Джос Аклънд, Хейли Атуел, Орла Брейди